# Erigorgus tuolumnensis
Erigorgus tuolumnensis är en stekelart som beskrevs av Dasch 1984. Erigorgus tuolumnensis ingår i släktet Erigorgus och familjen brokparasitsteklar. Inga underarter finns listade i Catalogue of Life.